# Мехмед Атипов
Мехмед Атипов е български писател, създател на критически текстове за книги от съвременната българска литература.

## Биография
Мехмед Атипов е роден в село Драгиново през 1991 година. Завършва основното си образование в селото, а след това учи в Професионална гимназия по битова техника гр. Пловдив – специалност електротехник на електрически инсталации. Работи като електротехник в гр. Велинград.
Следва висше образование в Пловдивския университет „Паисий Хилендарски“, където се дипломира успешно в специалност „Български език и руски език“, а през 2015 година завършва отлично магистратура – „Актуална българистика“.
През 2012 г. самоиздава повестта „Думите на щастието“, а през 2018 г. излиза дебютният му сборник с разкази – „Невидим живот“ (Пловдив, „Жанет 45“).
Получава Първа награда за проза в конкурса „Код червено“ през 2016 г.
Негови отзиви и интервюта са публикувани и в сп. „Страница“. Част е от редакторския състав на литературен блог „Под линия“, където могат да се видят и интервюта с някои от най-изявените български писатели.